# Болгарія на літніх Олімпійських іграх 1956
Болгарія брала участь у літніх Олімпійських іграх 1956 складом з 43 спортсменів у 6 видах спорту, здобула 5 медалей.

## Золото
- Боротьба, чоловіки — Нікола Станчев.

## Срібло
- Греко-римська боротьба, чоловіки — Димитр Добрев.
- Греко-римська боротьба, чоловіки — Петко Сіраков.
- Боротьба, чоловіки — Юсейн Мехмеда.

## Бронза
- Футбол, чоловіки.